# José Navarro (gobernador de San Juan)
 José de Navarro fue el noveno gobernador de la Provincia de San Juan, Argentina.
El 7 de julio de 1810 fue uno de los firmantes del Acta de Reconocimiento de la Junta de Buenos Aires surgida el 25 de mayo de 1810. También votó la designación de José Ignacio Fernández Maradona como diputado ante la misma Junta.
En 1814 se desempeñó como Mayor de la Plaza de San Juan teniendo por principal misión la vigilancia de los pasos de los Andes ante la posibilidad de una invasión realista desde Chile y el combate de las partidas ligeras que asolaban la zona fronteriza.
Durante el año 1816 se desempeñó como juez veedor del mineral de Hualilán, generosa mina de oro y plata, con la misión de formar un gremio de minería y de constituir un banco minero o un fondo de habilitación o rescate.

## Asunción de la gobernación
José Navarro se desempeñaba como presidente de la Junta de Representantes, órgano legislativo de la provincia cuando se produjo la destitución del gobernador Salvador María del Carril a raíz de los conflictos desatados por la sanción de la Carta de Mayo. Repuesto este luego de la denominada Primera Batalla de la Rinconada del Pocito reasumió el mando por tres días y presentó la renuncia.
Aceptada la renuncia, el diputado Ruperto Godoy (padre) propone que se deje de lado el mecanismo electoral y se designe por seis meses un gobernador el que gozará de facultades extraordinarias durante tres meses. Apoyada por unanimidad de los diputados presentes (Nueve representantes, la mitad de la Junta, habían huido por formar parte del bando sedicioso), la iniciativa se transforma en ley y resulta elegido José Navarro, presidente de la sala en ese momento.

## Obra de Gobierno
Durante su administración, que siguió las huellas de Del Carril, se destaca la sanción, por parte de la Junta de Representantes, de un decreto por el cual San Juan se expide (a solicitud del Congreso Nacional) sobre la forma de gobierno para el país; la opción fue por 

“el Gobierno Representativo Republicano Federal”.

- Inició el sumario, juicio y castigo de los comprometidos en el alzamiento a raíz de la Carta de Mayo. Fueron desterrados los presbíteros Oro, Robledo, Torres, Rodríguez, Astorga, muchos frailes y particulares,
- ordenó la formación de un censo agrícola por denuncia de los terrenos cultivados para hacer más equitativa la distribución de las aguas,
- creó una oficina geográfica, la que recibió orden de levantar un plano topográfico de la ciudad y suburbios, y una carta hidrográfica para estudiar la mejor dirección de las aguas,
- procedió a la reapertura de las escuelas, cerradas a causa de los últimos acontecimientos,
- ordenó la formación de estadísticas trimestrales de las causas civiles y eclesiásticas, falladas o en trámite, y la estadística anual de los nacimientos y defunciones en las parroquias y doctrinas existentes en la Provincia,
- ordenó la prohibición al ingreso de la Provincia de todo eclesiástico secular o regular sin previa licencia del Gobierno.

Su breve gobernación estuvo signada por las lucha y oposición de los elementos religiosos y sus partidarios quienes se opusieron a todas las medidas de gobierno. Al finalizar su periodo de gobierno de seis meses abandonó el cargo y fue reemplazado por Don José Antonio Sánchez.